# Juego de la soga
El juego de la cuerda, juego de la soga, tira y afloja, batalla de fuerza, sogatira, soka-tira o cinchada es un juego que pone a dos equipos uno contra el otro en una prueba de fuerza. Fue declarado un deporte olímpico entre 1900 y 1920.
Se necesita un juez y un entrenador en cada equipo, aparte de los dos equipos con el mismo número de personas, cuyo total no exceda un peso máximo determinado para la clase. Cada equipo se alínea al final de una soga (de aproximadamente 10 m en circunferencia). La soga es marcada con una línea central y dos marcas a cuatro metros de cada lado del centro de la línea. El juego comienza con la línea central de la soga puesta directamente sobre una línea marcada en la tierra, y una vez comenzado el concurso (el tironeo), cada equipo intenta tirar del otro, hasta que la marca más cercana al equipo oponente cruce la línea central, o bien cuando cometan una falta (cuando un miembro del equipo suelta ambas manos de la soga).

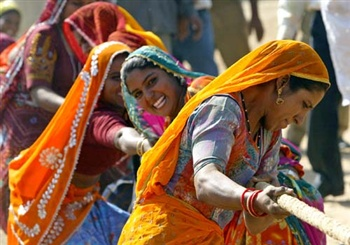
Mujeres tirando de la soga en la Feria de Pushkar, India.

Existen clubes de tira y afloja en muchos países, y participan tanto hombres como mujeres.

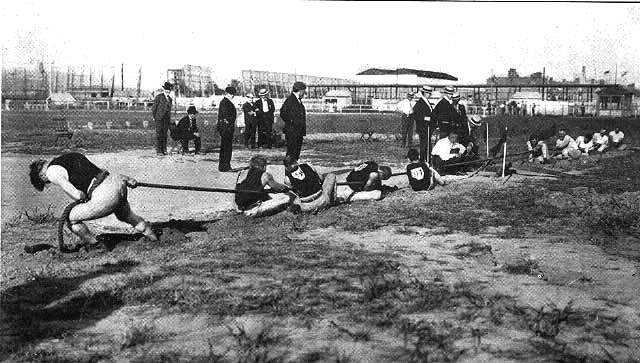
Competición de cuerda en los Juegos Olímpicos de San Luis 1904.

La simplicidad de este deporte hace que sea uno de los deportes más antiguos y difundidos en el mundo actual. En Cantabria, Asturias, País Vasco y Navarra es considerado un deporte rural o tradicional, con numerosos clubes y frecuentes competiciones, siendo allí conocido como Tiru de cuerda en tierra o Tirasoga (Cantabria y Asturias) o Soka tira (Navarra y País Vasco). Tradicionalmente se practicaba en plazas empedradas y frontones, pero actualmente las competiciones entre clubes se hacen sobre hierba o una pista alargada de goma, por influencia de la práctica en otros países.
Fue parte de los Juegos Olímpicos desde 1900 hasta 1920, pero no ha sido incluido desde entonces. Desde el inicio de los Juegos Mundiales ha formado parte de estos. El deporte es realizado en torneos mundiales. La Federación Internacional de Sogatira (TWIF) organiza campeonatos mundiales por equipos nacionales cada dos años, para torneos de sala y de exterior y una competición similar por equipos, siendo reconocida como deporte por parte del Comité Olímpico Internacional.
El término tira y afloja puede ser usado como un símil que describe una demostración de fuerza bruta por dos grupos opositores, por ejemplo, en una guerra de ediciones. Aunque a veces, existe una tercera parte que es la soga en el tira y afloja.
Se suele jugar con hombres, aunque las mujeres juegan entre sí en ferias y eventos .
Actualmente es un juego olímpico en las Olimpiadas Rurales de los Pedroches de Añora.